# Log book
Log book – dziennik wykonywanych nurkowań. Zazwyczaj zawiera: datę, nazwę miejsca nurkowania, maksymalną głębokość, czas nurkowania, rodzaj czynnika oddechowego, nazwisko i podpis partnera lub przewodnika. Czasami nurkowie zapisują dodatkowo: ilość balastu, rodzaj skafandra, średnią głębokość (wyliczoną przez komputer), zużycie czynnika oddechowego i wrażenia z nurkowania. Log book jest przydatny jako uwierzytelnienie ilości i jakości wykonanych nurkowań.